# Pichia scaptomyzae
Pichia scaptomyzae är en svampart som beskrevs av C. Ramírez & A.E. González 1984. Pichia scaptomyzae ingår i släktet Pichia och familjen Pichiaceae.   Inga underarter finns listade i Catalogue of Life.